# 수색역 (영화)
수색역은 2016년 개봉한 대한민국의 영화이다.

## 줄거리
1990년대 후반까지만 하더라도 서울의 수색동은 가난한 동네였다. 수도권의 쓰레기 매립지인 난지도가 바로 옆에 있었고, 매일 같이 지나가는 쓰레기차들로 역한 냄새가 가득했다. 자연스럽게 돈 없고, 가난한 사람들만 남게 되었다. 
그러던 중, 대한민국이 2002년 월드컵을 유치하게 된다. 정부는 서울에 월드컵 경기장을 건설해야 했고, 값싸고 넓은 난지도 주변의 땅을 주목했다. 돈 많은 재개발 관련 업자들도 수색에 들어오기 시작했다. 
수색에는 어린 시절부터 사이좋게 지내던 네 명의 친구가 있었는데 재개발과 관련해 우정이 갈라진다. 특히 한 친구는 재개발 사업에 참여하고, 표현에 익숙하지 못한 청춘들은 서로에게 쌓인 감정이 폭발하고 만다.

## 캐스팅
- 맹세창 : 윤석 역
- 공명 : 상우 역
- 이태환 : 원선 역
- 이진성 : 호영 역
- 김기현 : 김원 역
- 김시은 : 선미 역
- 김혜리 : 유선 역
- 김비오 : 상우 부 역
- 박혜진 : 상우 모 역
- 신정섭 : 원선 부 역
- 안현정 : 원선 모 역

## 같이 보기
- 수색역
- 난지도 (서울)
- 수도권매립지